# Senomaty
Senomaty település Csehországban, Rakovníki járásban. Senomaty Senec, Lubná, Pšovlky, Příčina, Šanov, Petrovice, Rakovník, Přílepy, Kněževes és Olešná településekkel határos. Lakosainak száma 1271 fő (2024. január 1.).

## Népesség
A település lakosságának változását az alábbi diagram mutatja:
| Lakosok száma | 1613 | 1519 | 1554 | 1270 | 940  | 897  | 1211 | 1233 | 1265 | 1271 |
|               | 1869 | 1890 | 1921 | 1950 | 1980 | 2001 | 2017 | 2019 | 2022 | 2024 |